# XnGine
XnGine — игровой движок, разработанный Bethesda Softworks и являющийся одним из движков с полноценной 3D-графикой. В 1997 году была добавлена поддержка высоких разрешений, а в 1998 году он сделан совместимым с графическими картами 3dfx.
The Terminator: Future Shock была первой игрой, которая использовала этот движок, а также первой 3D-игрой на ПК, которая использовала теперь популярный обзор мышью от первого лица, который изначально был непопулярным среди геймеров.
XnGine использовался в следующих играх:
- Terminator: Future Shock (1995)
- The Terminator: SkyNET (1996)
- The Elder Scrolls II: Daggerfall (1996)
- XCar: Experimental Racing (1997)
- The Elder Scrolls Legends: Battlespire (1997)
- The Elder Scrolls Adventures: Redguard (1998)
- NIRA: Intense Import Drag Racing (1999)

Первоначально, в The Elder Scrolls III: Morrowind тоже должен был быть основан на XnGine, но впоследствии от этой идеи отказались в пользу технологий Gamebryo.